# Raphaël de Sousa
Raphaël de Sousa (14 mei 1983) is een golfprofessional met de Zwitserse en Portugese nationaliteit. Hij speelt op de Alps Tour en de Europese Challenge Tour.
In 2003 werd De Sousa professional. Hij won het Swiss PGA Championship in 2004, 2006 en 2007 alsmede de tweede fase van de Tourschool 2010.